# Maranhãozinho
Maranhãozinho là một đô thị thuộc bang Maranhão, Brasil. Đô thị này có diện tích 824,044 km², dân số năm 2007 là 11925 người, mật độ 12,47 người/km².